# Lonrai
Lonrai è un comune francese di 1 033 abitanti situato nel dipartimento dell'Orne nella regione della Normandia.

## Società

### Evoluzione demografica
Abitanti censiti